# Novokaledonski jezici
Novokaledonski jezici, skupina dalekih oceanijskih jezika koji su rašireni po Novoj Kaledoniji. Obuhvaća (30) jezika u dvije glavne podskupine, sjevernu, južnu i jezik haeke:
a) Haekic (1): haeke;
b) sjeverni/Northern (17):
b1. Centralni (2): cemuhî, paicî;
b2. krajnji sjever/Extreme Northern (4): caac, kumak, nyâlayu, yuaga;
b3. haveke;
b4. vamale;
b5. sjever/North (9):
a. Hmwaveke (3): bwatoo, hmwaveke, waamwang;
b. Nemi (4): fwâi, jawe, nemi, pije;
c. pwaamei;
d. pwapwa;
c) južni/Southern (12):
c1. krajnji jug/Extreme Southern (2): dumbea, numee;
c2. jug/South (9):
a. Wailic (5): ajië, arhâ, arhö, neku, orowe;
b. Xaracuu-Xaragure (2): xârâcùù, xaragure;
c. Zire-Tiri (2): tiri, zire;
c3. mea.

## Vanjske poveznice
- Ethnologue (14th)
- Ethnologue (15th)